# Maciço Central
O Maciço Central (em francês:  Massif central, em occitano:  Massís Central/Massís centrau) é uma região elevada no centro-sul da França, composta de montanhas e planaltos.
De origem vulcânica, cuja atividade cessou há cerca de dez mil anos, esta cadeia de montanhas está separada dos Alpes por uma profunda fenda norte-sul criada pelo rio Ródano, conhecida em francês por sillion rhodanien (literalmente, "o sulco do Ródano").
Tem uma área de 85 000 km² e abrange 15% da extensão do país. Com uma altitude média de 700 metros e uma altitude máxima de 1886 metros no Puy de Sancy (Puy-de-Dôme), é considerado um maciço de altura mediana, com relevo arredondado. O Maciço Central é onde se encontram os grandes vulcões franceses.

## Toponímia
Quatro departamentos franceses estão situados totalmente dentro da área do maciço: Aveyron, Lozère, Cantal e Haute-Loire. O termo atual de 'Maciço Central' é recente. O conceito aparece em 1841 nos mapas geológicos de Pierre-Armand Dufrenoy e Élie de Beaumont. Foi o geógrafo e autor de mapas escolares Paul Vidal de La Blache, que nomeou, em 1903, o Maciço Central de "grupo das terras altas"..
Este nome erudito e o de 'Planalto Central' não correspondem nem a região histórica como Auvergne, Cévennes ou Limousin, nem mesmo às denominações populares. Os geógrafos do início do século XX, conhecedores de História e Ciências naturais, acabaram por impor suas denominações ao público ("caixa d'água da França", "careca", devido ser fortemente desmatado, "polo repulsivo", por repelir os emigrantes para as ricas planícies).
Mesmo o território não possibilitando uma unidade humana e estar sujeito a diferentes influências, por vezes contraditórias, estas diversas palavras foram tomadas por empresas, bancos, cooperativas agrícolas ou administrações governamentais. Paralelamente, no final do século XIX, associações ou centros de amigos do maciço foram formados, inicialmente em Paris, então província; reivindicando as terras altas, reforçaram a sua identidade. No entanto, o maciço nunca foi um todo político, daí as precauções dos historiadores em dar-lhe atenção especial, apesar das antigas tentativas da Confederação Arverne e o poder evocativo da imagem de uma "fortaleza" estratégica no coração da unidade nacional. Unidade administrativa e unidade econômica sempre faltaram. A literatura do turismo tentou popularizar a denominação de "montanhas médias".

## Geografia

### Localização

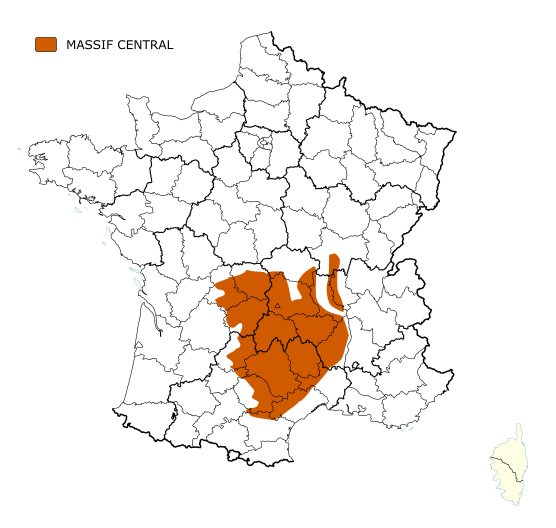
Localização do Maciço Central em um mapa de departamentos.

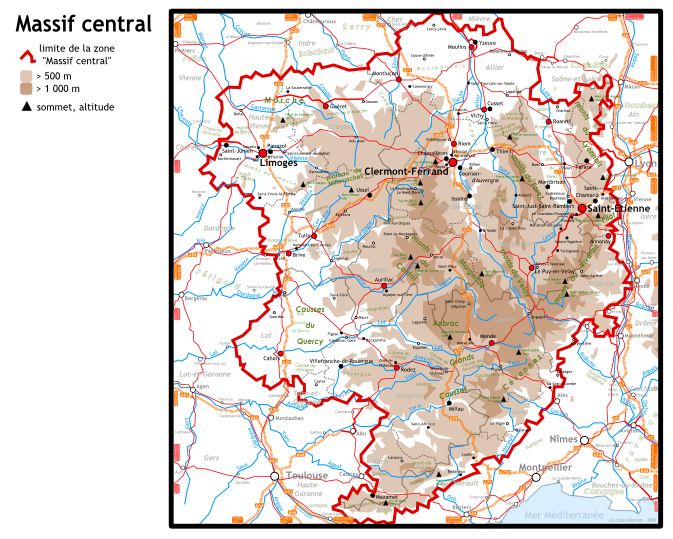
Mapa detalhado do maciço.

Geograficamente, o Maciço Central está incluído em 18 departamentos franceses: Allier, Ardèche, Aude, Aveyron, Cantal, Corrèze, Creuse, Gard, Hérault, Loire, Haute-Loire, Lot, Lozère, Puy-de-Dôme, Ródano, Tarn, Tarn-et-Garonne e finalmente Haute-Vienne. Em cada um deles, a altitude é superior a pelo menos 500 metros.
Geologicamente, o maciço vai além desses limites e atinge os departamentos de Charente, Vienne, Indre, Cher, Saône-et-Loire, Alta Garona, Lot e Garona e Dordonha.
A Delegação interministerial para o desenvolvimento e a competitividade dos territórios (DIACT), que substituiu o DATAR em 2005, é um órgão governamental ligado ao Primeiro-ministro francês. O "Comissariado de planejamento e desenvolvimento econômico do Maciço Central, que é um ramo do DIACT, ocupa-se especificamente da área e como sua sede está em Chamalières, é responsável por estabelecer as políticas de gestão do desenvolvimento e da revitalização do maciço.
A DIACT define este território como muito particular e específico, que inclui a totalidade das regiões de Auvergne e Limousin, a totalidade dos departamentos de Lot, Aveyron, Lozère e Loire, e parte dos departamentos do Tarn-et-Garonne, Tarn, Hérault, Gard, Ardèche, Ródano e Saône-et-Loire, num total de 3 841 comunas..
Delimitação da área do Maciço Central como definido pela DIACT
| Auvergne                                                                                          | Borgonha                   | Limousin                                                                 | Médios-Pirenéus                                                                        | Languedoc-Roussillon                                                        | Ródano-Alpes                                                |
| - Allier (totalidade) - Cantal (totalidade) - Haute-Loire (totalidade) - Puy-de-Dôme (totalidade) | - Saône-et-Loire (parcial) | - Corrèze (totalidade) - Creuse (totalidade) - Haute-Vienne (totalidade) | - Aveyron (totalidade) - Lot (totalidade) - Tarn (parcial) - Tarn-et-Garonne (parcial) | - Aude (parcial) - Gard (parcial) - Hérault (parcial) - Lozère (totalidade) | - Ardèche (parcial) - Loire (totalidade) - Ródano (parcial) |

A área conhecida por Morvan, constituída de quatro departamentos borgonheses, é frequentemente associada à área do Maciço Central, por um decreto de 2004, feito para a aplicação da lei de montanhas de 1985, criando uma entidade de cerca de 3,8 milhões de habitantes e 4 073 comunas.
A Associação para o Desenvolvimento Industrial e Econômico do Maciço Central (ADIMAC) ocupa-se do desenvolvimento econômico e industrial da região.
Embora ainda exclua a região de Charolais a leste e se expanda até a fronteira da Aquitânia (Quercy), que está fora do estrito limite geológico, esta delimitação administrativa é interessante porque engloba não só as áreas montanhosas, mas também todos os seus espaços que são contíguos e cujas atividades são altamente interdependentes. Esta abordagem política revela uma vontade de resolver os problemas econômicos da montanha francesa e o reconhecimento das especificidades destes espaços, que até então permaneciam à margem dos grandes projetos de desenvolvimento. Este texto legal é o produto dos esforços do governo para transferir algumas das suas competências e financiamento para os administradores locais.

### Orogenia

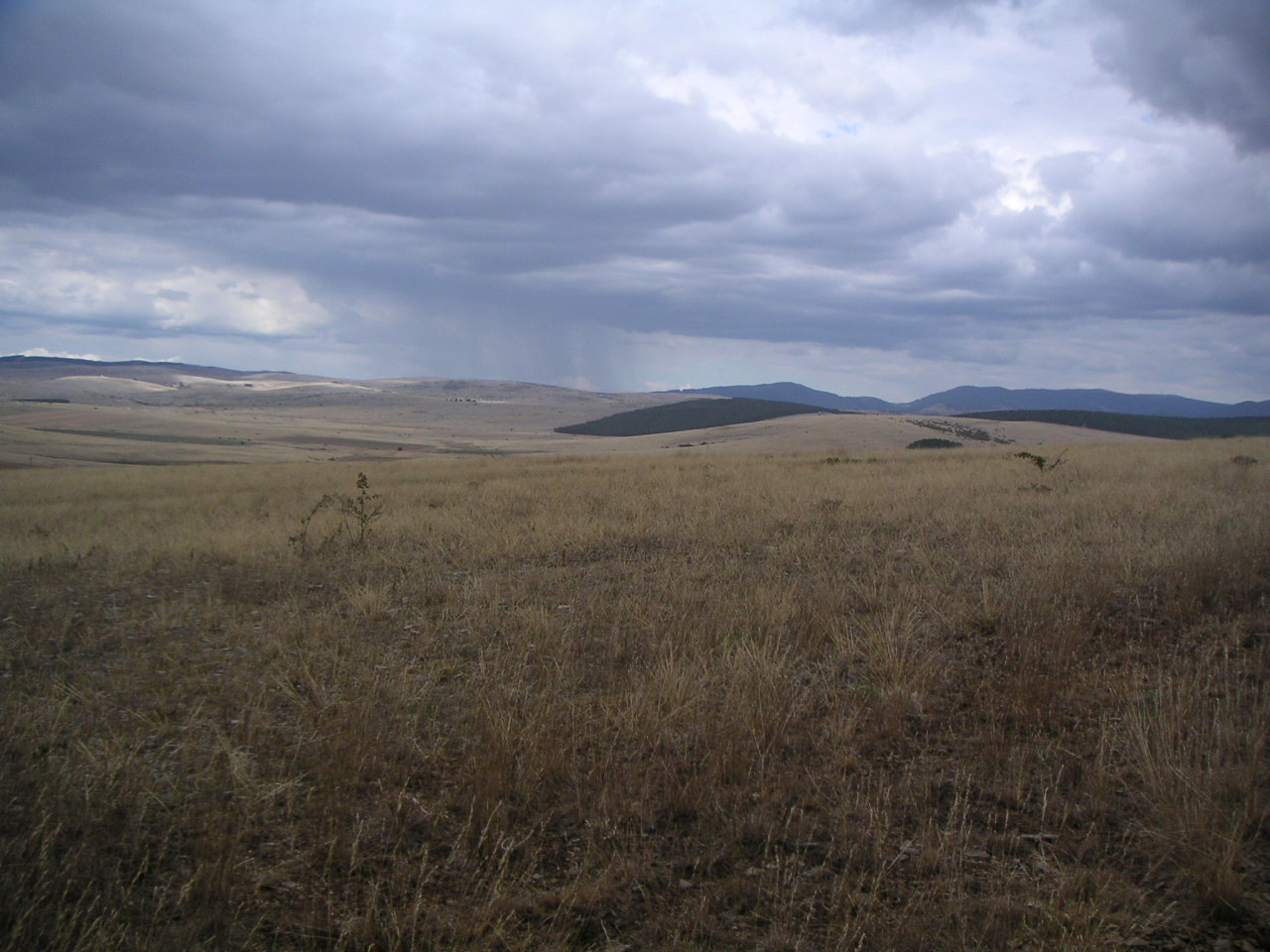
O Causse Méjean.

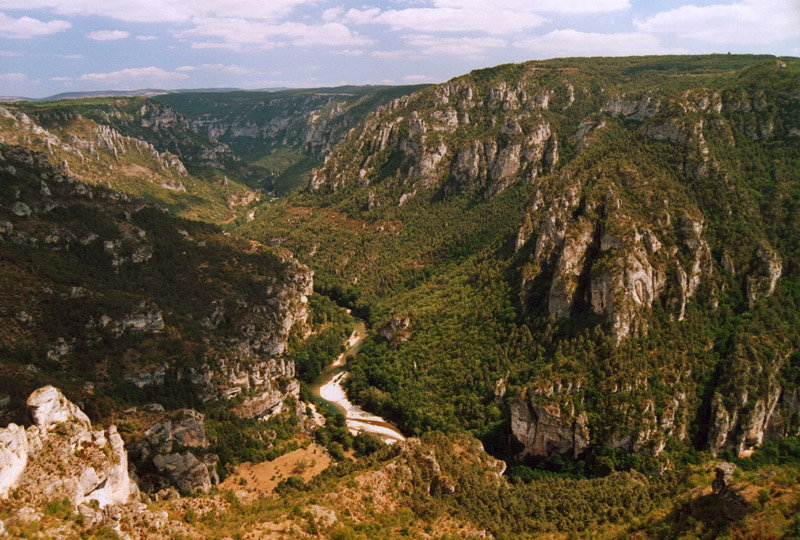
Os Gorges du Tarn.

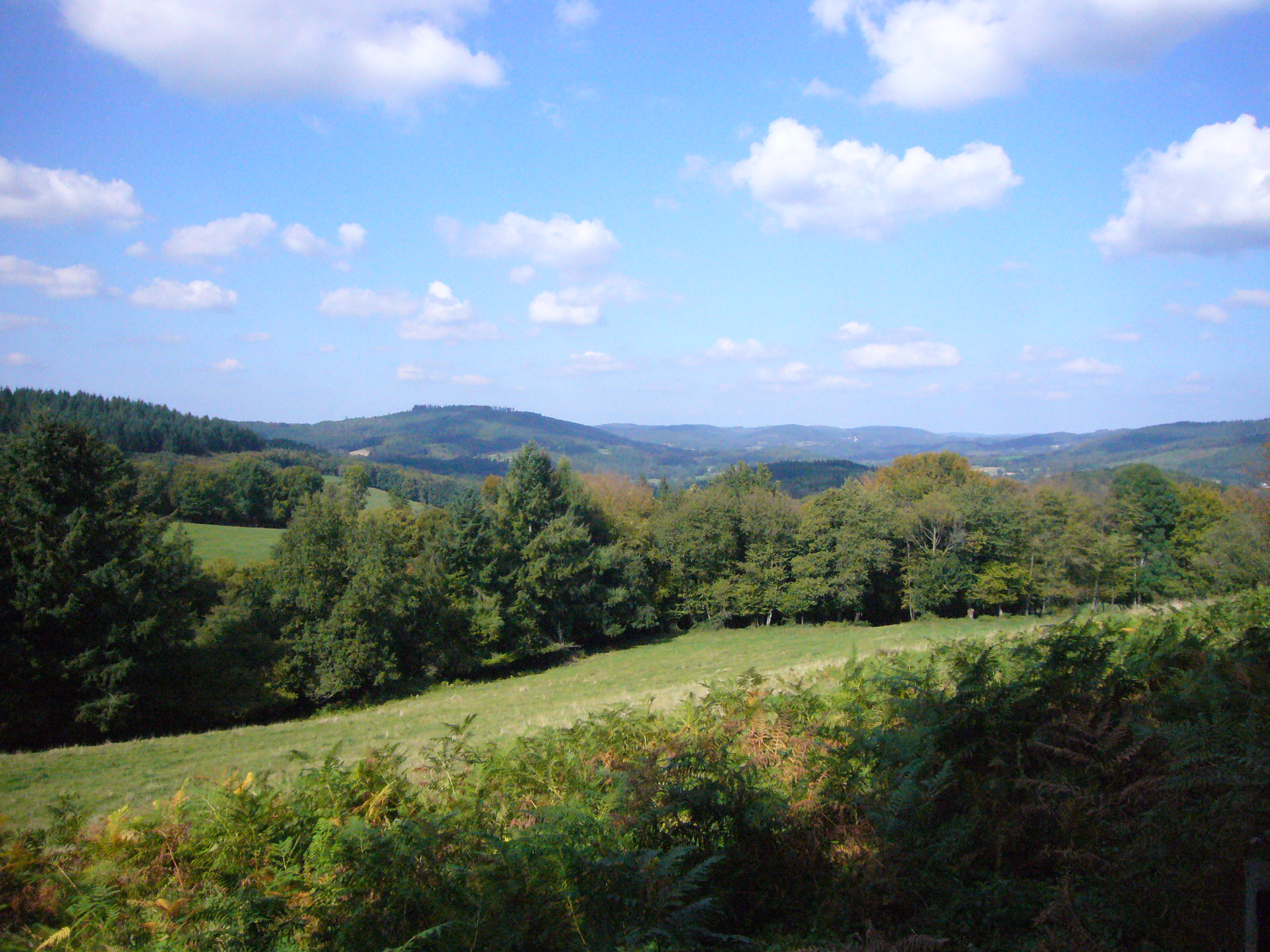
Uma paisagem de baixa altitude (cerca de 600 m): o planalto de Millevaches

O Maciço Central é um maciço antigo do período geológico herciniano essencialmente composto de rochas graníticas e metamórficas. Este conjunto ergueu-se muito a leste com a elevação dos Alpes (Paleogeno) e ao sul pela elevação dos Pirenéus. O maciço apresenta, por este motivo, um perfil altamente assimétrico com uma parte, de terras altas ao sul e à leste dominando brutalmente o vale do Ródano e as planícies de Languedoc (essas terras altas, para simplificar, podem ser agrupadas sob o termo Cevenas) e outra parte, a região de Limousin a noroeste, de altitude muito menor por estar mais distante dos Alpes e dos Pirenéus. No entanto, esta abordagem é bastante esquemática, pois pode ser encontrada isoladamente altitudes elevadas, mesmo fora das Cevenas e Vivarais. Isto aplica-se à região de Margeride (1550 m), ao sul de Aubrac (1400 m) ou nas montanhas de Forez (1640 m).
Na verdade, a elevação do embasamento cristalino não foi feita de uma só vez. Muitas rachaduras e afundamentos ocorreram ao longo de falhas (graben). Foi assim, por exemplo, que nasceu a planície de Limagne. Em oposição a estas depressões, estão os blocos de territórios que permaneceram elevados (horst), tais como as montanhas de Forez. Estas fraturas também levaram a muitos fenômenos vulcânicos que continuam até os dias de hoje (na verdade, os vulcões da Chaîne des Puys têm apenas alguns milhares de anos, começando com o maior deles, o Puy de Dôme). Todos os tipos de vulcões estão representados no Maciço Central (havaiano, peleano, estromboliano). Eles podem estender-se por grandes áreas e serem geologicamente complexos (estratovulcão das montanhas de Cantal ou das montanhas Dore) ou para formar relevos isolados, colocados sobre o embasamento cristalino (vulcões da Chaîne des Puys, de Velay, de Devès).
Pode-se encontrar grandes planaltos basálticos (Aubrac, Cézallier), consequência do vulcanismo do tipo havaiano (lava fluída estendendo-se por grandes áreas). O vulcanismo no Maciço Central pode tomar várias formas. Outra peculiaridade do maciço está na presença ao sul de grandes planaltos calcários, os Causses, formados principalmente no Jurássico e encerrado no Terciário por um conjunto de falhas, intercaladas com gargantas profundas, o que pode ser chamado de cânions (Gorges du Tarn).
Assim, a complexidade da história geológica do Maciço Central e a grande variedade de rochas encontradas lá, explicam a grande variedade de paisagens encontradas no maciço.

## Picos principais

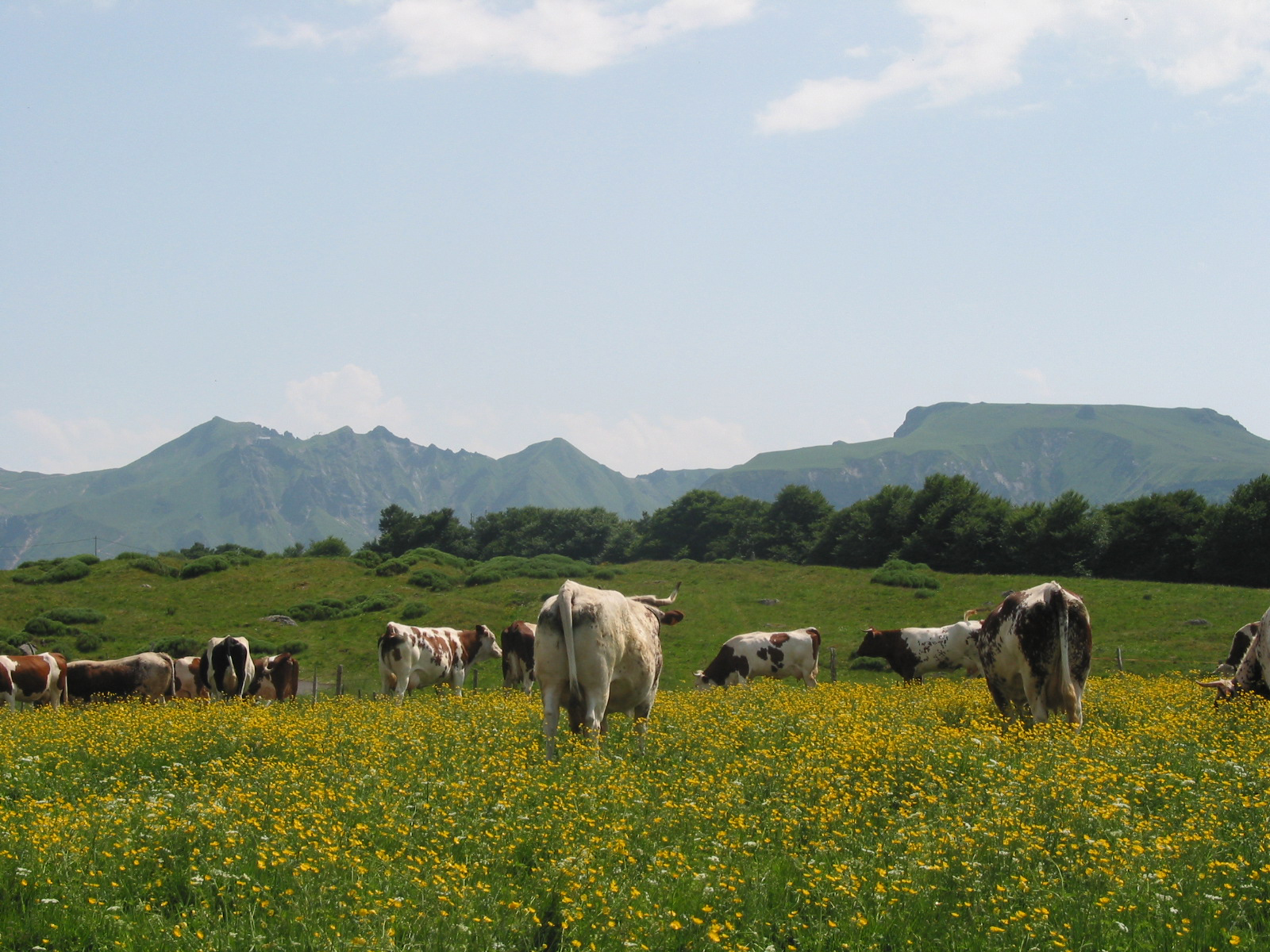
O Puy de Sancy

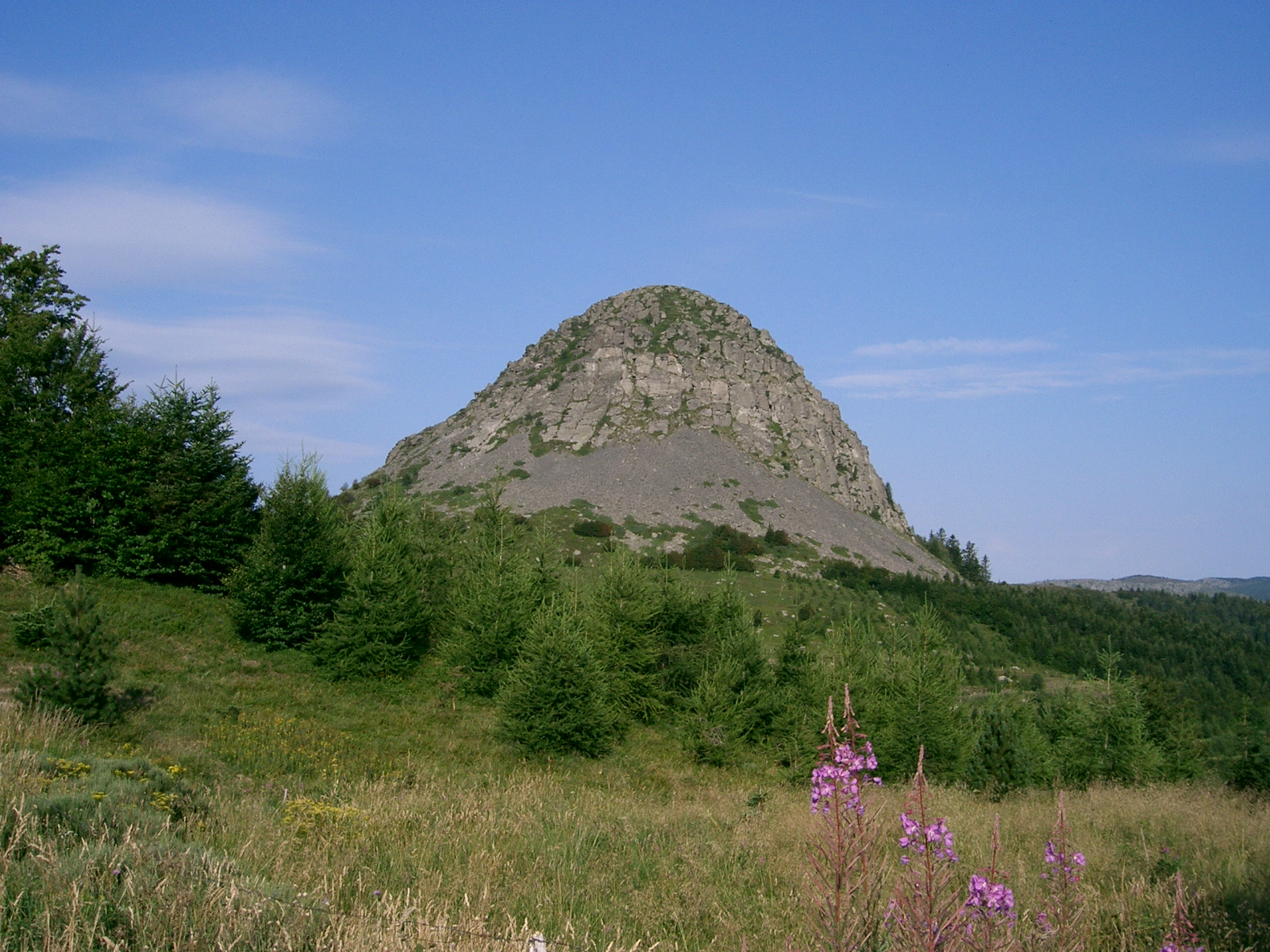
O monte Gerbier de Jonc

- Puy de Sancy (1886 m), o ponto mais alto do maciço e das montanhas Dore;
- Plomb du Cantal (1855 m), ponto culminante do departamento de Cantal e das montanhas de Cantal;
- Puy Ferrand (1846 m) pico próximo ao Puy de Sancy;
- Puy de Peyre-Arse (1806 m) o segundo pico mais alto de Cantal;
- Puy Mary (1787 m), no Cantal, grand site national;
- Mont Mézenc (1754 m), complexo vulcânico, ponto culminante do departamento da Haute-Loire e de Ardèche;
- Pic de Finiels (1699 m), o mais alto pico não vulcânico (Mont Lozère);
- Puy Griou (1694 m), no centro das montanhas de Cantal;
- Pierre-sur-Haute (1634 m), que domina o Forez;
- Mont Aigoual (1567 m);
- Truc de Fortunio (1552 m), pico do maciço da Margeride em Lozère;
- Signal du Luguet (1551 m), ponto culminante de Cézallier;
- Mont Gerbier de Jonc (1551 m), em Ardèche. A nascente do rio Loire;
- Signal de Mailhebiau (1469 m), que domina Aubrac entre Aveyron e Lozère;
- Puy de Dôme (1464 m), que domina Clermont-Ferrand e chaîne des Puys grand site national;
- Crêt de la Perdrix à (1432 m), que domina Saint-Étienne e constitui o pico do maciço de Pilat;
- Puy de Montoncel (1287 m), ponto culminante da montanha bourbonnaise;
- Montgrand (1264 m), a sul de Lacaune;
- Les Bois Noirs (1 218 m), ponto culminante de Livradois;
- Pic de Nore (1211 m), na divisa dos departamentos de Aude e de Tarn;
- Pic du Pal (Puèg del Pal) (1155 m), dominando o planalto de Lévézou dansem Aveyron;
- Sommet de l'Espinouse (1124 m), em Hérault;
- Merdelou (1100 m), em Aveyron;
- Mont Caroux (1091 m), em Hérault;
- Crête de Blandine (1017 m), dominando o planalto de Coiron em Ardèche;
- Mont Saint-Rigaud (1012 m), no departamento do Ródono;
- Mont Boussuivre (1004 m), ponto culminante das montagnes du matin (Monts de Tarare);
- Mont Bessou (977 m);
- Crêt Malherbe (946 m), em Loire.

## Planaltos
- Larzac
- Planalto de Millevaches

## Ver Também
- Maciço
- Sources d'Auvergne e Maciço Central
- Parque Natural Regional de Haut-Languedoc